# Hans-Hubert Borchert

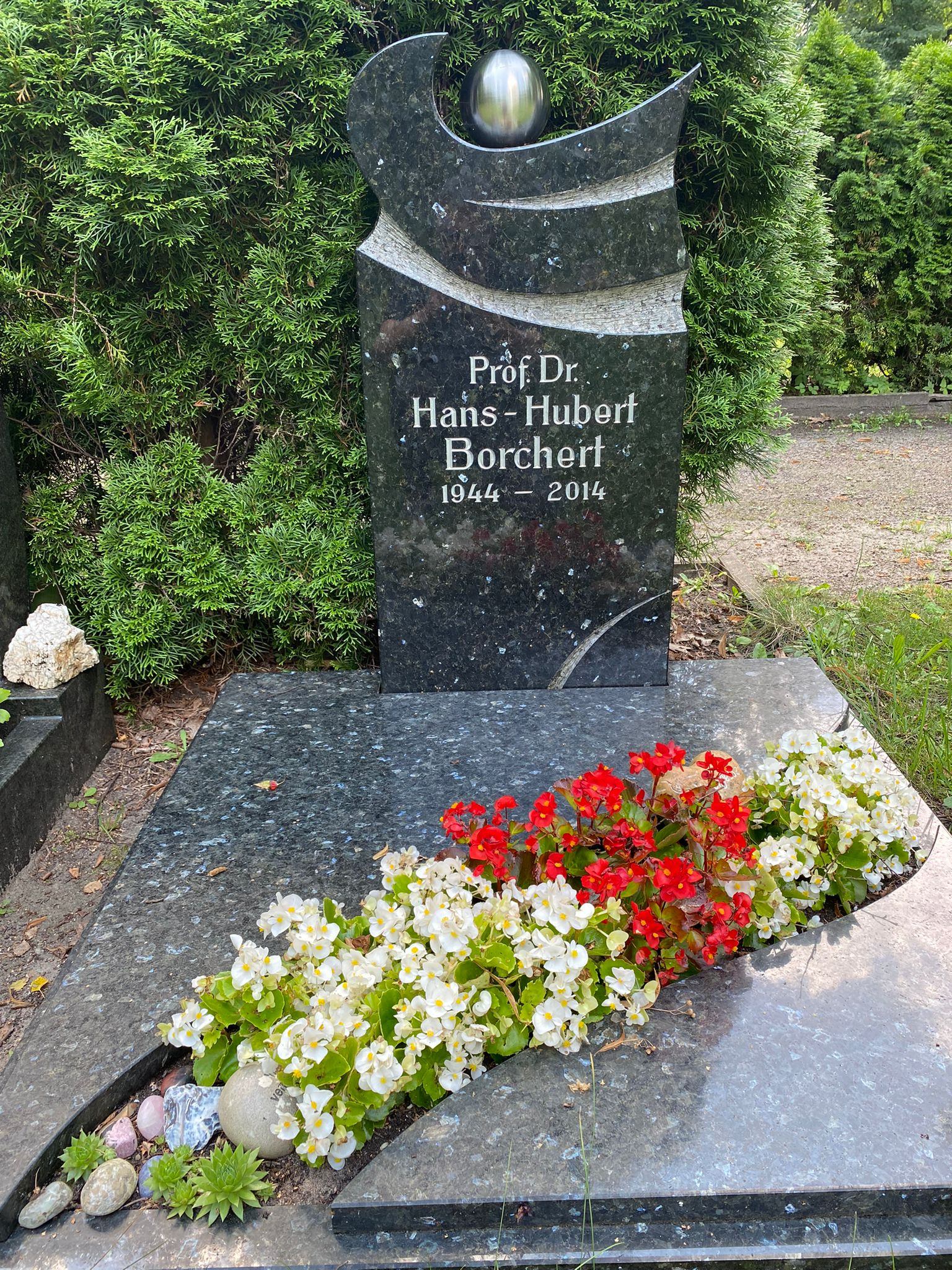
Grabstätte auf dem Waldfriedhof Grünau

Hans-Hubert Borchert (* 3. November 1944 in Schönort; † 17. März 2014 in Berlin) war ein deutscher Biologe und Hochschullehrer.

## Leben und Werk
An der Humboldt-Universität zu Berlin promovierte er 1977 und verteidigte 1987 seine Dissertation B. Danach war er von 1987 bis 1989 Dozent für Biopharmazie an der Humboldt-Universität und erhielt im Anschluss die entsprechende Professur. Gleichzeitig war er Direktor des Instituts für Pharmazie. Später wechselte er als Professor für Klinische Pharmazie und Biochemie an das Institut für Pharmazie der Freien Universität Berlin. Das von ihm mitverfasste Standardwerk Biopharmazie erschien in fünf Auflagen.
Hans-Hubert Borchert verstarb im Alter von 69 Jahren und wurde auf dem Waldfriedhof Grünau beigesetzt.

## Schriften (Auswahl)
- Beiträge zur Xenobiochemie von Trapidil (Rocornal®) und 9.9-Dioxopromethazin (Prothanon®). Berlin 1977.
- (mit Siegfried Pfeifer): Pharmakokinetik und Biotransformation. Eine Einführung. Volk und Gesundheit, Berlin 1980.
- Beiträge zu metabolischen Arzneimittel-Interaktionen mit ausgewählten Wirkstoffen und zur Biotransformation und Pharmakokinetik. Berlin 1987.
- (mit Siegfried Pfeifer): Pharmazie an der Humboldt-Universität zu Berlin von 1990 bis 2002
- (mit anderen Autoren): Biopharmazie. 5., völlig neu bearbeitete Auflage, Stuttgart 2019.